# Etta Palm d'Aelders
Etta Palm, connue également comme la baronne d'Aelders, (née en avril 1743 à Groningue et morte le 28 mars 1799 à La Haye) est une espionne et féministe néerlandaise qui s'impliqua dans la Révolution française. 
Elle est à l'origine du premier cercle exclusivement féminin de l'histoire de France, la Société patriotique et de bienfaisance des Amies de la Vérité.

## Biographie

### Avant la Révolution
Etta Lubina Johanna Aelders naît dans une famille bourgeoise de Groningue en 1743. Elle est la fille de Jacob Aelders van Nieuwenhuys, négociant en papiers peints et prêteur sur gages, et d'Agatha Petronella de Sitter, une simple religieuse. Au décès du père en 1759, sa mère reprend les affaires de celui-ci et permet à Etta de suivre une bonne scolarité au cours de laquelle elle rencontre Christian Palm, fils d'un procureur d'Arnhem qu'elle épouse en 1762. Cette union ne dure pas et Etta s'installe, dès 1767, à Amsterdam où elle se lie avec un patriote hollandais, Jan Munniks, qui est bientôt nommé consul à Messine. Sur le chemin de Messine, vers 1773, elle tombe malade et s'arrête à Paris où elle s'installe. Se faisant appeler « baronne d'Aelders », elle fréquente dès lors les salons  et la bonne société, devenant la maîtresse de nobles et de diplomates. À partir de 1778 elle tiendra elle-même un salon.
Parallèlement, elle s'engage dans une intense activité de « correspondante officieuse » - espionne - qui ne cessera qu'en 1792. Elle se mettra au service d'intérêts souvent antagonistes, tantôt les Pays-Bas, tantôt la Prusse tantôt la France. Ainsi, à son arrivée en France, elle est payée pour renseigner le stathouder sur la diplomatie française. Dès 1774, elle a pour protecteur le comte de Maurepas  qui lui demande de retourner en Hollande en 1778 afin de « s'informer » de l'état d'esprit y régnant dans l'éventualité d'une guerre franco-anglaise.

### Sous la Révolution
Durant la Révolution, elle déploiera une remarquable activité en faveur de l'émancipation des femmes et de l'égalité des femmes et des hommes. Elle fut très liée à Louise-Félicité de Kéralio, rédactrice en chef du  Journal d’État et du Citoyen. Elle entretient également des liens avec Olympe de Gouges dont elle soutient les idées[réf. nécessaire].
- Membre de la Société fraternelle de l'un et l'autre sexe en 1790
- Membre de la Société patriotique des Amis de la Vérité en 1790
- Fonde la Société patriotique et de bienfaisance des Amies de la Vérité en mars 1791

### La Féministe
Etta Palm d'Aelders est une des rares femmes à entreprendre une action politique directe. Le 30 décembre 1790, elle lit devant le Cercle Social un discours sur Sur l´injustice des Loix en faveur des Hommes, aux dépens de Femmes. Elle ne remet pas en cause le rôle domestique des femmes, ni la subordination des femmes. Elle revendique la possibilité pour les femmes d'intervenir dans la vie politique. Elle tente de fédérer les sociétés fraternelles et les mouvements politiques féminins de Bordeaux, d'Alès et de Creil.  Elle fonde en mars 1791, la Société patriotique et de bienfaisance des Amies de la Vérité, équivalent féminin mais indépendant de la société masculine du même nom, la société patriotique des Amis de la Vérité. Le 1er avril 1792, Etta Palm d’Aelders accompagnée d'un groupe de femmes intervient à l'Assemblée. Elle revendique pour les femmes, le droit à l'éducation, la majorité à 21 ans, la liberté politique, l'égalité des droits, la loi sur le divorce. La réponse du président de l'Assemblée est une fin de non-recevoir : « L’Assemblée évitera dans les lois qu’elle est chargée de faire, tout ce qui pourra exciter les regrets et les larmes » . Elle disparaît ensuite du paysage public français .

## Citations
- « Messieurs, (...)si [la Nature] vous donna un bras plus nerveux, elle nous fit vos égales en forces morales, et vos supérieures peut-être par la vivacité de l'imagination, par la délicatesse des sentiments, par la résignation dans les revers, par la fermeté dans les douleurs, la patience dans la souffrance, enfin en générosité d'âme et zèle patriotique, et si ces qualités naturelles étaient fortifiées par une éducation soignée, par l'encouragement de vos suffrages, par des récompenses publiques, je ne crains pas de le dire, notre sexe surpasserait souvent le vôtre. »[3].

## Œuvres
- Sur l´injustice des Loix en faveur des Hommes, aux dépens de Femmes, in The French Revolution and Human Rights: A Brief Documentary History, translated, edited, and with an introduction by Lynn Hunt (Bedford/St. Martin's: Boston/New York), 1996, 122–23.
- Appel aux Francoises sur la régénération des mœurs, et nécessité de l'influence des femmes dans un gouvernement libre, L'imprimerie du Cercle Social, probablement imprimé en juillet 1791. Facsimile in: Les femmes dans la révolution Française, T. 2, Paris, Edhis, 1982 et sur Gallica